# MDR Fernsehen
MDR Fernsehen est une chaîne de télévision généraliste régionale allemande éditée par Mitteldeutscher Rundfunk, organisme de droit public. Elle cible les populations de Saxe, Saxe-Anhalt et Thuringe et son siège social est à Leipzig.
Cette chaîne de format généraliste est un des neuf « Dritten Fernsehprogramme » (troisième programme de télévision) émettant dans les différents länder. De fait, en Allemagne, on désigne sous cet intitulé les chaînes de télévision régionales publiques, qui occupent systématiquement la troisième position dans leur land respectif.

## Histoire de la chaîne
L'organisation de la télévision en ex-RDA (où sont situés les régions à la charge du MDR) était différente des médias ouest-allemands et jusqu'en 1990, il n'existait que deux chaînes de télévision (d'état) dépendant de la toute-puissante Deutscher Fernsehfunk : DFF-1 et DFF-2. Au mois de février 1990, la Chambre du peuple de RDA adopte une résolution faisant des médias publics de radio-télévision des entreprises indépendantes. Des accords prévoyant le remplacement progressif des médias est-allemands par ceux de RFA sont signés. En vertu de ces dispositions, au soir du 15 décembre 1990, DFF-1 est remplacée par ARD (actuelle Das Erste) et DFF-2 se transforme en une chaîne de télévision régionale, DFF-Länderkette, embryon du « Drittes Fernsehprogramme » en ex-RDA. 
La création de nouvelles chaînes de télévision prend plus d'un an. Le 31 décembre 1991 naît MDR Fernsehen, qui vient remplacer DFF-Länderkette, dernier vestige de la télévision est-allemande.

## Identité visuelle

### Logos

Logo principal de MDR Fernsehen
Logo actuel de MDR Fernsehen
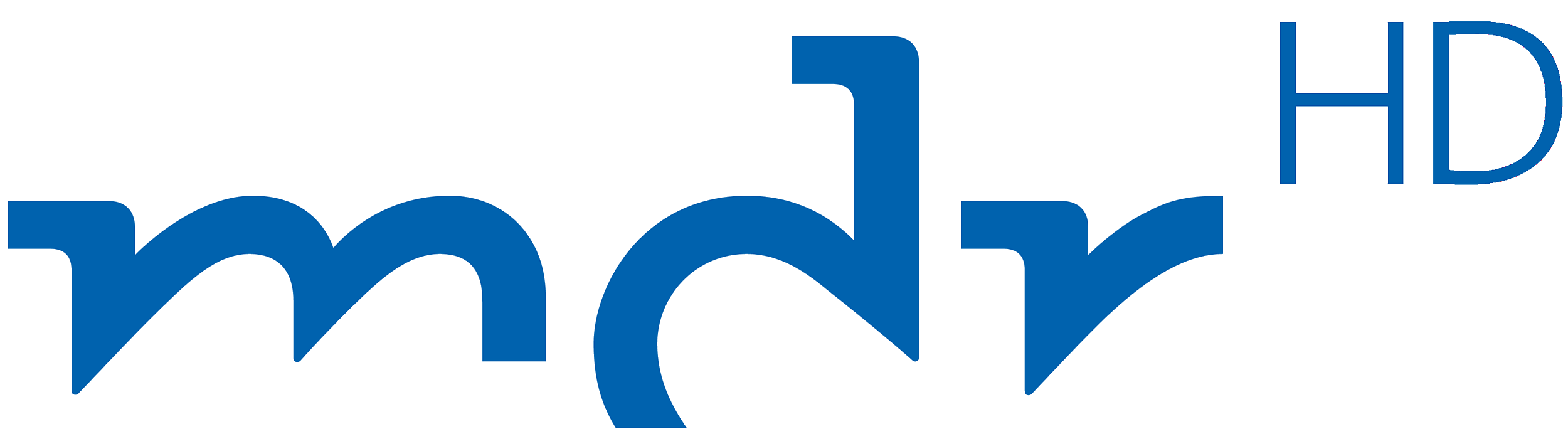
Logo actuel de MDR Fernsehen HD

## Organisation
Comme chacune de ces chaînes de télévision, MDR Fernsehen est associée au sein d'un organisme commun, ARD (Communauté de travail des établissements de radiodiffusion de droit public de la République Fédérale d’Allemagne), et une partie de ses programmes sert à alimenter la première chaîne de télévision allemande, Das Erste.

## Programmes
La grille des programmes est alimentée à la fois par des productions de Mitteldeutscher Rundfunk et des productions des autres chaînes régionales publiques coopérant au sein de ARD. Les émissions strictement régionales occupent une part non négligeable du temps d'antenne, que ce soit sous la forme de journaux télévisés (MDR Aktuell), de magazines (MDR um zwölf) de reportages (Länderzeit), de débats, de jeux télévisés (Mach dich ran) ou de programmes sportifs. Chaque soir de 18 heures 50 à 19 heures 30 sont diffusés des décrochages locaux pour la Saxe (Sachsenspiegel), la Saxe-Anhalt (Sachsen-Anhalt Heute) et la Thuringe (Thüringen Journal).
MDR Fernsehen diffuse également des séries, des dessins animés, des documentaires, des programmes éducatifs et du sport. 
MDR Fernsehen ne reprend pas à 20 heures - comme autres chaînes de télévision membre de ARD - le journal télévisé de la première chaîne, Das Erste. MDR Fernsehen presente MDR Aktuell une demi-heure plus tôt.

## Diffusion
MDR Fernsehen est diffusée sur le réseau hertzien en Saxe, Saxe-Anhlalt et Thuringe, mais également en clair par satellite ainsi que sur les différents réseaux câblés. La chaîne peut ainsi être reçue librement dans l'ensemble du pays, mais aussi dans une grande partie de l'Europe, via le système de satellites Astra.